# Edgar Aabye
Edgar Lindenau Aabye (14. september 1865 i Helsingør – 30. april 1941 i København) var en dansk svømmer, roer, og landevejscyklist og olympisk mester i tovtrækning.
Aabye deltog i de olympiske lege 1900 i Paris og blev olympisk mester i tovtrækning med et hold bestående af tre danskere og tre svenskere. Det var ikke meningen at han skulle have deltaget, idet han var i Paris som journalist for Politiken, men han kom på holdet i sidste øjeblik, da han erstattede en skadet atlet. At nordmændene ikke fik nogen andel i guldet, skyldtes udelukkende, at "de tilstedeværende Nordmænd var spinkle Folk".(Aabye i Politiken 20. juli 1900)
Aabye svømmede for Københavns Amatør Forening og senere Gymnastik- og Svømmeforeningen Hermes på Frederiksberg. Han vandt 1896 det første danske mesterskab i svømning, da han i flådens dokker i Københavns Havn vandt 100 m fri i tiden 2.05,4. Som kaproer i Københavns Roklub vandt han flere Øresundspokaler og Guldborgsundpokaler. Han var også landevejscyklist i Dansk Bicycle Club.
Aabye blev sportsjournalist, da Politiken i 1892 som det første dagblad oprettede en sportssektion. Først var arbejdet på Politiken et fritidsjob, men han blev i 1896 heltidsansat som sportsredaktør. Han var i mange år avisens og Danmarks førende sportsjournalist og var ansat frem til 1935. Han skrev ved visse tilfælde under pseudonymet; "Moustache". 
Aabye blev cand.theol. fra Københavns Universitet i 1890, men ikke videreuddannet til præst ved et pastoralseminarium. Han var også eksamineret massør. Inden han blev heltidsansat på Politiken, var han historie- og geografilærer på Forchhammersvejs mellemskole. Under første verdenskrig var han ansat i Udenrigsministeriets Presse-Telegram-Censur. Han udgav i 1927 bogen Kampen mod Gigten, og han bidrog med artikler til 2. udgave af Dansk Biografisk Leksikon.